# Проституция в Аргентине
Проституция в Аргентине (обмен секса на деньги) разрешена федеральным законом. Статья 19 Конституции гласит: «Частные действия людей, которые никоим образом не нарушают общественный порядок и мораль и не наносят вред третьему лицу, принадлежат только Богу и освобождены от власти магистратов». Организованная проституция (публичные дома, сети проституции и сутенёрство) незаконна. Кроме того, отдельные провинции могут наложить дополнительные ограничения на торговлю. Например, в Сан-Хуане публичное предложение секс-услуг за деньги карается тюремным заключением на срок до 20 дней. В 2012 году газетам запретили размещать объявления о сексуальных услугах. По оценкам ЮНЭЙДС, в 2016 году в стране было около 75 000 проституток.
Секс-работники и Отчет о правах человека Государственного департамента США за 2016 год сообщают о коррупции, жестоком обращении и насилии в отношении секс-работников со стороны полиции. AMMAR сообщает, что в период с июля 1996 г. по ноябрь 2001 г. был убит 41 их член. Только 3 из них были решены.
Торговцы людьми со всей Аргентины обходят правила, запрещающие публичные дома, создавая «мобильные публичные дома» в фургонах и грузовиках, что затрудняет рейды; эта практика особенно распространена в северной части страны.

## История
С момента обретения независимости в 1853 году Аргентина привлекала иммигрантов из Европы, в том числе и проституток. Проституция не считалась уголовным преступлением, и в 1875 году она была узаконена и регулировалась в Буэнос-Айресе.. Были открыты публичные дома, проститутки регистрировались и облагались налогами, а также проходили регулярные медицинские осмотры. В 1889 году доступны статистические данные за первый год, количество новых регистраций проституток в Буэнос-Айресе составило 2007, и больница Dispensario de salubridad, специализирующаяся на венерических заболеваниях среди проституток, была открыта за 100 000 песо.
В период с 1870 года до Первой мировой войны страна приобрела репутацию «порта пропавших без вести женщин» в результате того, что еврейские белые работорговцы и сутенеры воспользовались бедностью, безработицей и погромами в Восточной Европе для вербовки молодых еврейских женщин в проституцию в Южной Америке с ложными обещаниями брака. Одна из причастных к этому преступных организаций, Цви Мигдал, насчитывала 30 000 женщин в двух тысячах борделей. В то же время еврейские религиозные организации в Аргентине работали над предотвращением проституции среди еврейских женщин в стране. Большинство проституток в Аргентине в этот период были католиками-неиммигрантами, но антисемитизм подогревал опасения по поводу участия евреев в проституции. В 2013 году режиссер Габриэла Бем выпустила документальный фильм «По следам Ракель», в котором исследуется участие евреев в секс-индустрии в Аргентине в начале 20-го века .
Система регулируемой проституции в Буэнос-Айресе была отменена в 1934 году. В 1954 году Хуан Перон вновь ввел систему регулируемой проституции. Местные власти могли лицензировать публичные дома в «подходящих местах». В следующем году Буэнос-Айрес объявил о схеме стоимостью 6 516 000 долларов, чтобы построить улицу из 34 публичных домов. После военного переворота 16 сентября 1955 года Перон был свергнут, а его постановление о регулировании было отменено. Новый квартал красных фонарей в Буэнос-Айресе так и не был построен. В 2003 году на канале Telefe был снят телевизионный комедийный сериал Disputas, в котором были показаны ужас и мерзость обычной аргентинской проститутки, в нем снялись актрисы Мирта Буснелли, Белен Бланко, Долорес Фонци, Джульета. Ортега и Флоренсия Пенья.

## АММАР
Ассоциация секс-работников Аргентины в действии за наши права (AMMAR) - крупная организация, борющаяся за права секс-работников. Он был основан в 1994 году 60 секс-работниками и вырос до 15 000 членов за следующие 10 лет. В 1995 году он присоединился к Центральному профсоюзу аргентинских рабочих (Central de Trabajadores Argentinos), а в 1997 году стал членом Сети секс-работников Латинской Америки и Карибского бассейна (RedTraSex).
В январе 2014 года была убита глава отделения Росарио Сандра Кабрера. Федеральный полицейский Диего Парвлуцик был обвинен в ее убийстве, хотя дело так и не было передано в суд. В рамках негативной реакции после ее убийства коррумпированная полиция по общественной морали Санта-Фе была распущена.

## Секс-торговля
В отчете Государственного департамента США о торговле людьми за 2016 год Аргентина относится к странам уровня 2, однако в результате ключевых достижений правительства в 2018 году она была повышена до уровня 1.
Торговцы людьми эксплуатируют внутренних и иностранных жертв в Аргентине, и в более ограниченной степени аргентинские женщины и дети становятся жертвами торговли людьми в целях сексуальной эксплуатации в других странах. Торговцы людьми эксплуатируют жертв из других латиноамериканских стран Аргентины, в частности из Доминиканской Республики, Парагвая, Перу, Боливии, Уругвая, Венесуэлы и Бразилии. Трансгендеры из Аргентины эксплуатируются в целях сексуальной эксплуатации внутри страны и в Западной Европе. Торговцы людьми используют несовершеннолетних, участвующих в местных молодежных спортивных клубах, в целях сексуальной эксплуатации. Официальное соучастие, в основном на субнациональном уровне, продолжает препятствовать усилиям правительства по борьбе с торговлей людьми. В 2016 году муниципалитет Ушуайи получил приказ выплатить компенсацию жертве после того, как был признан соучастником в содействии торговле людьми из-за неспособности надлежащим образом регулировать публичные дома.

## Детская проституция
По данным ECPAT International, в 1999 году детская проституция росла, а средний возраст проституированных детей снижался. Многие детские проститутки в Аргентине продаются в городские центры из сельских районов или из соседних стран, таких как Боливия, Бразилия, Парагвай, Чили и Уругвай, и других стран, таких как Колумбия, Доминиканская Республика, Россия, Венесуэла, Румыния и Гаити. Разоблачения в 2018 году активной проституции в низшей футбольной лиге Аргентины, преследующей молодых спортсменов, вызвали обеспокоенность по поводу торговли детьми в целях сексуальной эксплуатации в национальных спортивных и спортивных клубах.

## Cм. также
- Цви Мигдаль